# Toroni
Toroni (in greco Τορώνη?) è un ex comune della Grecia nella periferia della Macedonia Centrale di 4036 abitanti secondo i dati del censimento 2001.
È stato soppresso a seguito della riforma amministrativa, detta piano Callicrate, in vigore dal gennaio 2011 ed è ora compreso nel comune di Sithonia.

## Località
Toroni è suddiviso nelle seguenti comunità (i nomi dei villaggi tra parentesi):
- Sarti
- Sykia (Sykia, Valti, Destenika, Kalamitsi, Koufos, Paralia Sykias, Pigadaki, Platania, Toroni)